# Suisse aux Jeux olympiques d'été de 1952
Représentée par un contingent assez imposant de 157 athlètes (dont 8 femmes), la Suisse a obtenu 14 médailles aux Jeux olympiques d'été de 1952, soit 2 en or, 6 en argent et 6 en bronze. Cette moisson de médailles qui a permis aux Helvétiques de se positionner en 12e place au rang des nations a pour origine l'excellente performance de ses gymnastes qui on glané, à Helsinki, 2 médailles d'or, 2 en argent et 3 en bronze. Un total de 8 médailles sur les 14 obtenues par la délégation suisse.

## Liste des médaillées

### Médailles d'or
- Jack Günthard, gymnastique artistique barre fixe
- Hans Eugster, gymnastique artistique barre fixe

### Médailles d'argent
- Fritz Schwab, athlétisme 10 km marche (45 min 41 s 0)
- équipe suisse d'aviron quatre en pointe
- Joseph Stalder, gymnastique artistique barre fixe
- équipe suisse, gymnastique artistique, compétition par équipe
- sports équestres, dressage par équipe
- Robert Bürchler, tir à la carabine 300 mètres, 3 positions

### Médailles de bronze
- Kurt Schmid et Hans Kalt, aviron deux en pointe sans barreur
- Oswald Zappelli, escrime
- équipe suisse d'escrime
- Hans Eugster, gymnastique artistique anneaux
- Josef Stalder, gymnastique barres parallèles
- Josef Stalder, gymnastique artistique concours multiple individuel